# Arian
Arian Ahmadi (født 9. november 1989) er en dansk pop-sanger og producer af afghansk herkomst.
Arian udgav i juli måned 2010 sin første musikvideo Shake It hvor bl.a. Kim Bodnia medvirkede.
Arian har været en kontroversiel personlighed i de danske medier. Arian blev i oktober måned 2010 anklaget for spritkørsel og for at køre ind i et hus på Nordre Strandvej med en Audi.
Arian blev i maj måned 2011 anholdt pga. vold mod en overlæge på Hvidovre Hospital.